# 254000 Johncryan
254000 Johncryan è un asteroide della fascia principale. Scoperto nel 2004, presenta un'orbita caratterizzata da un semiasse maggiore pari a 2,704066 UA e da un'eccentricità di 0,197141, inclinata di 13,671497ª rispetto all'eclittica. Ha un diametro di 3,733 km e un'albedo di 0,042.